# Hemicordulia superba
Hemicordulia superba – gatunek ważki z rodziny szklarkowatych (Corduliidae).